# Organized Crime and Corruption Reporting Project
Das Organized Crime and Corruption Reporting Project (Projekt zur Erfassung und Veröffentlichung von organisierter Kriminalität und Korruption (OCCRP)) ist ein, mehrheitlich staatlich finanziertes, 2006 gegründetes Netzwerk von Journalisten-Organisationen, die wiederum in vielen verschiedenen Ländern beheimatet sind. Die OCCRP ist selbst Tochterorganisation des gemeinnützigen Journalism Development Network (Journalismus-Entwicklungs-Netzwerk) mit Sitz in Maryland.
Der Schwerpunkt der OCCRP liegt im Investigativen Journalismus in den Bereichen der organisierten Kriminalität, Korruption bzw. Geldwäsche. Als Enthüllungsplattform veröffentlicht OCCRP seine Informationen zu mutmaßlichen und abgeschlossenen Fällen von Korruption und organisierter Kriminalität über die eigene Website auf Englisch und Russisch.

## Geschichte
Die OCCRP wurde von den Journalisten Drew Sullivan und Paul Radu gegründet. Sullivan war Redakteur des Centers for Investigative Reporting (CIN) und Radu hatte gerade das Rumänische Zentrum für Investigativen Journalismus in Bukarest gegründet. Das Team arbeitete mit Kollegen aus der Region an einer Reportage über Energiehändler. Das Projekt zeigte, dass die Kaufkraft der Händler unter den Produktionsraten lag, während die Öffentlichkeit zunehmend höhere Gebühren entrichtete. 2007 gewann das Projekt den ersten Global Shining Light Award des Global Investigative Journalism Network. Radu und Sullivan erkannten, dass mehr grenzüberschreitende Ermittlungsberichte erforderlich sind, und starteten OCCRP mit einem Stipendium der United Nations Democracy Fund.
OCCRP praktizierte schon früh kollaborativen, grenzüberschreitenden investigativen Journalismus von gemeinnützigen Journalistenorganisationen, ein Ansatz, der in den Vereinigten Staaten und jetzt in Europa Anerkennung findet. Es ist Partner der Arabischen Reporter für investigativen Journalismus (ARIJ) in Jordanien, Connectas in Kolumbien, des Afrikanischen Netzwerks von Zentren für investigative Berichterstattung in Südafrika, InSight Crime in Kolumbien und des Internationalen Netzwerks investigativer Journalisten (ICIJ) in Washington. Es arbeitet mit Hunderten von Nachrichtenorganisationen zusammen, darunter The Guardian, die Financial Times, Le Soir, die BBC, das Time Magazine, Al Jazeera und andere große Medien.
Im März 2022 wurde OCCRP in Russland als unerwünschte Organisation eingestuft.

## Mission
Das Ziel der OCCRP ist, den Menschen auf der Welt zu vermitteln, wie sich organisiertes Verbrechen und Korruption in ihren Ländern und in ihren Regierungen verbreiten. Die Organisation gehört keinem Land an, vertritt aber die Überzeugung, dass es allen Menschen gestattet sein sollte, ihre eigenen Regierungen zu wählen und ihr eigenes Leben in Sicherheit, Freiheit und mit gleichen Chancen zu führen. Die beteiligten Reporter und Redakteure kommen aus Dutzenden von Ländern.
Das Leitbild der OCCRP lautet: „Unsere Welt ist zunehmend polarisiert. Die Medienkanäle der Welt sind voll von Propaganda, Fehlinformationen und einfach falschen Informationen. Wir müssen uns alle bemühen, zu verstehen, wie unsere immer komplexer werdende Gesellschaft funktioniert. Wir müssen in der Lage sein, die Wahrheit zu finden, um richtige Art von Entscheidungen zu treffen, die wir brauchen. Wir sind auf unsere kleinen Weise verpflichtet, die Wahrheit so gut wie möglich zu vermitteln.“
OCCRP hat sich zu einer der weltweit größten Organisationen für die Meldung von Vergehen der Korruption und organisierten Kriminalität entwickelt und jährlich mehr als 60 grenzüberschreitende Ermittlungen eingeleitet. Auf den Websites des OCCRP-Netzwerks werden monatlich mehr als 6 Millionen Leser und Multiplikatoren informiert, und 200 Millionen andere Leser und Zuschauer haben Zugang über konventionelle Medien, die die OCCRP-Arbeit veröffentlichen. Die immer größer werdenden Auswirkungen von OCCRP-Geschichten zeigen, dass genügend Menschen, die über die richtigen Informationen verfügen, auch die richtigen Veränderungen bewirken können.
Die Organisation schult Reporter und Partner in fortgeschrittenen journalistischen Techniken, entwickelt praktische und nutzerfreundliche Tools zur Verbesserung der Effizienz von Berichterstattung und Veröffentlichung und erfindet den investigativen Journalismus aktiv neu, um interaktiver, effektiver, informativer und relevanter für Leser zu sein.

## Aktivitäten

### Untersuchungen
Das Projekt war an einer Reihe von hochrangigen Untersuchungen beteiligt, darunter Untersuchungen zur Offshore-Dienstleistungsbranche, zum Eigentumsrecht an organisierter Kriminalität in Fußballclubs, Kasinos und der Sicherheitsbranche. Im Jahr 2013 beschritt sie neue Wege im Fall Magnitsky, dem größten Steuerbetrug in der russischen Geschichte, und zeigte, dass die aus dem russischen Finanzministerium gestohlenen Gelder in einer Firma landeten, die jetzt dem Sohn des ehemaligen Moskauer Verkehrsministers gehört. Ein Teil des Geldes wurde für den Kauf von Luxusimmobilien in der Nähe der Wall Street verwendet. US-Staatsanwälte haben seitdem versucht, Eigentum in Höhe von 18 Mio. US-$ von dem Unternehmen zu beschlagnahmen.
In Zusammenarbeit mit dem schwedischen Fernsehen SVT und der Tidningarnas Telegrambyrå (TT) wurde festgestellt, dass der schwedisch-finnische Telekommunikationsriese TeliaSonera (jetzt Telia), Vimpelcom und andere Telefongesellschaften Bestechungsgelder in Höhe von etwa 1 Milliarde US-$ an Unternehmen gezahlt hatten, die von Gulnora Karimova, der Tochter des usbekischen Staatspräsidenten Islom Karimov, kontrolliert wurden. Nach dem Skandal wurden Vermögenswerte in Höhe von über 800 Millionen US-$ von den Strafverfolgungsbehörden beschlagnahmt oder eingefroren. Vimpelcom zahlte für ihren Anteil an den Bestechungsgeldern eine Geldstrafe von 775 Millionen US-$. Die Geschichte wurde mit zahlreichen internationalen Preisen ausgezeichnet.
OCCRP arbeitete am Panama-Papers-Projekt mit dem International Consortium of Investigative Journalists und der Süddeutschen Zeitung zusammen und verfasste mehr als 40 Artikel über Korruption durch den Einsatz von Offshore-Unternehmen, darunter, wie Freunde im Umkreis des russischen Präsidenten Wladimir Putin große Geldsummen durch Offshore-Unternehmen erhielten und wie Präsident Petro Poroshenko in der Ukraine gegen ukrainisches Recht verstoßen und Steuern durch dubiose Offshore-Gesellschaften vermieden hatte. Der Präsident von Aserbaidschan, İlham Əliyev, besaß einen Großteil der Bergbauindustrie seines Landes über Offshore-Gesellschaften.
OCCRP untersuchte ein Attentat auf einen russischen Bankier, das die Moldauische Regierung veranlasste die pro-russische Partei Patria von den Wahlen 2014 auszuschließen, woraufhin deren Parteivorsitzender aus dem Land floh. Es ging auch um ein massives Geldwäschesystem, den ‘russischen Waschsalon’, der mit Offshore-Unternehmen, gefälschten Krediten und bestochenen moldauischen Richtern Dutzende Milliarden Dollar nach Europa transferierte. Einige der beteiligten russischen Banken gehörten zum Teil Igor Putin, einem Cousin des russischen Präsidenten Wladimir Putin.
OCCRPs Reportagen über den langjährigen Präsidenten und Ministerpräsidenten Montenegros, Milo Đukanović, führten zu Straßendemonstrationen, Rücktrittsforderungen und Forderungen, dass die Europäische Union und die NATO seine Beitrittsanträge entfernt und vorab eingehend prüft. Zwei Serien befassten sich mit der engen Beziehung zwischen Đukanović und dem organisierten Verbrechen. Eine Serie verfolgte die in Familienbesitz befindliche Bank des Präsidenten, Prva banka Crne Gore (deutsch Erste Bank Montenegro), und wie der Präsident sie billig über seinen Bruder privatisierte. Er übertrug enorme Staatsgelder an die Bank und verlieh das Geld dann an seine Familie, Freunde und das organisierte Verbrechen weiter zu günstigen Konditionen. Als die Bank unter dem Gewicht dieser notleidenden Kredite scheiterte, rettete der Präsident sie mit Steuergeldern. Die Zentralbank sagte, die Regierung habe über die Rückzahlung der Kredite vorsätzlich betrogen, indem sie einfach die Gelder hin und her schob und behauptete, der Kredit sei zurückgezahlt worden. In einer zweiten Serie wurde untersucht, wie der Präsident durch seine Mitarbeiter enge Beziehungen zu internationalen Drogenhändlern wie Darko Šarić unterhielt, bis zu den Aktionen, wo Gemeinden, die von der Partei des Präsidenten kontrolliert wurden, dem gesuchten Verbrecher fast kostenlos erstklassige Immobilien übertrugen. OCCRP ermittelte auch, wie die Cosa Nostra über eine Insel vor der Küste Montenegros, die seinem guten Freund Stanko Subotić gehörte und von seinem Sicherheitschef kontrolliert wurde, Zigaretten nach Italien schmuggelte.
Drew Sullivan sagte, dass der philippinische Präsident Rodrigo Duterte „die Rechtsstaatlichkeit in seinem Land verspottet hat. Obwohl er kein typischer korrupter Anführer ist, hat er die Korruption auf innovative Weise gefördert. Seine Todesschwadronen haben sich angeblich auf Kriminelle konzentriert, aber tatsächlich sind sie selbst kriminell. Er hat ein von Mobbing betriebenes Überlebenssystem der Schärfsten gefördert. Am Ende sind die Philippinen korrupter, grausamer und weniger demokratisch.“

### Ergebnisse
OCCRP selbst gibt an, dass seine Berichte seit 2009 zu folgenden Aktionen führten:
- Beschlagnahmung, Einfrierung von Vermögenswerten und Ausstellung von Bußgeldern durch Staaten; in Höhe von insgesamt 5,2 Milliarden US-Dollar
- Über 100 strafrechtliche Ermittlungen wurden aufgrund der Berichte eingeleitet.
- Über 100 Handlungsaufforderungen wurden von zivilen oder internationalen Stellen an zuständige Institutionen gestellt.
- 150 Haftbefehle wurden ausgestellt.
- 20 Entlassungen, darunter ein Präsident, ein Premierminister und CEOs großer internationaler Unternehmen.
- Insgesamt über 1.400 Gerichtsentscheidungen

## Finanzierung und Partnerschaften
Das Jahresbudget umfasste im Jahre 2024 20 Millionen Euro. 52 % des Anteils trug bisher die US-Regierung, weitere maßgebliche Anteile überweisen die EU sowie einzelne EU-Mitgliedsstaaten.  OCCRP wird von der United States Agency for International Development (USAID, ~50%), dem Internationalen Zentrum für Journalisten (ICFJ), dem Außenministerium der Vereinigten Staaten, der Schweizerischen Eidgenossenschaft, den Open Society Foundations (OSF), Jigsaw (ehemals Google Ideas) und der Knight Foundation unterstützt.
Das OCCRP-Netzwerk hat auch Projekte, die teilweise oder in Partnerschaft mit anderen Organisationen finanziert werden, darunter das Internationale Netzwerk investigativer Journalisten (ICIJ), die Handelshochschule Stockholm, InSight, Arabische Reporter für investigativen Journalismus (ARIJ), Connectas und die Afrikanisches Netzwerk von Zentren für investigative Berichterstattung (ANCIR). Die US-Regierung hat ein Veto-Recht bezüglich des Spitzenpersonals und bezüglich der Projektleiter. 
OCCRP ist ein eingetragener Name des Journalism Development Network, einer Wohltätigkeitsorganisation mit Sitz in Maryland (501 (c)3).

## Auszeichnungen und Anerkennungen
OCCRP ist eine der am meisten ausgezeichneten Medienorganisationen in der gemeinnützigen Medienwelt. Es wurde für seine Arbeit mit dem Sonderpreis für den Europäischen Pressepreis 2015 ausgezeichnet. Die Jury sagte: „Das OCCRP ist eine denkwürdig motivierte und zielstrebige Kraft für das Gute, wo immer es tätig ist. Seine Mitglieder werden nicht reich, aber die Gesellschaften, denen sie dienen, sind reicher und sauberer dank der Kontrolle, die nur wahrer, unabhängiger Journalismus bieten kann.“
OCCRP wurde 2015 mit dem Tom-Renner-Preis für investigative Reporter und Redakteure für "The Khadija Project" ausgezeichnet, einer Initiative zur Fortsetzung der Arbeit der inhaftierten OCCRP/RFE-Reporterin Xədicə İsmayılova. Es ist seit drei Jahren Finalist für den Daniel Pearl Award des International Consortium of Investigative Journalists für herausragende internationale investigative Berichterstattung. OCCRP war 2010 Finalist für sein Projekt zum illegalen Dokumentenhandel. OCCRP gewann den Daniel Pearl Award 2011 für ihr Projekt Offshore Crime, Inc., eine Reihe von Geschichten, die Offshore-Steueroasen, die Kriminellen, die sie nutzen und Millionen von Dollar an verlorenem Steuergeld dokumentierten. OCCRP war auch 2013 ein Finalist für seine Geschichte über einen internationalen Geldwäschering namens Proxy Platform. Es wurde 2008 mit dem Global Shining Light Award für investigatives Reporting unter Zwang für seine Reihe zu den Energiehändlern ausgezeichnet. OCCRP war 2013 für seine Geschichten über die erste Familie der montenegrinischen Bank, First Family, First Bank, zweifacher Finalist für dieselbe Auszeichnung. OCCRP gewann den Preis für seine Geschichten über die erste aserbaidschanische Eigentümerfamilie großer Unternehmen in diesem Land. OCCRP arbeitete mit dem International Consortium of Investigative Journalists für ein Projekt zum Thema Tabakschmuggel zusammen, das mit dem Overseas Press Club Award und dem Tom Renner Award der Investigative Reporters and Editors für die Kriminalberichterstattung ausgezeichnet wurde OCCRP gewann den SEEMO-Preis 2013 der South East Europe Media Organisation mit dem Center for Investigative Reporting (Bosnien und Herzegowina) für seine Geschichte über Betrug in Heizkraftwerken.
2017 belegte NGO Advisor in seiner jährlichen Liste der 500 besten Nichtregierungsorganisationen (NGOs) den 69. Platz weltweit.

## Einschüchterungsversuche gegen OCCRP

### Journalistin Khadija Ismayilova
Xədicə İsmayılova (englisch Khadija Ismayilova), Journalistin von OCCRP und Radio Free Europe/Radio Liberty mit Sitz in Baku, Aserbaidschan, wurde Ziel eines spektakulären Rechtsstreits, als sie von Unbekannten erpresst wurde, die ein Video in ihrem Schlafzimmer mit einer in der Wand versteckten Kamera aufgenommen hatten. Die Kamera wurde zwei Tage nach der Veröffentlichung einer Geschichte von OCCRP/RFE/RL İsmayılova installiert, nachdem sie über die Präsidentenfamilie in Aserbaidschan berichtete und darüber, dass Azerfon (Nar Mobile), ein Mobiltelefonunternehmen mit einer Monopol-3G-Lizenz, heimlich in ihrem Besitz war. Sie bekam eine Drohung, die Videos zu zeigen, wenn sie ihre Arbeit nicht einstellt. Sie lehnte es ab und die Videos wurden auf mindestens zwei Websites gezeigt. İsmayılova beklagte, dass die Staatsanwälte sehr wenig unternommen hätten, um die Schuldigen zu identifizieren, von denen allgemein angenommen wurde, dass sie die Regierung von Aserbaidschan seien.
Nach diesem Vorfall veröffentlichte İsmayılova Artikel, aus denen hervorgeht, dass die erste Familie auch Anteile an sechs großen Goldfeldern und eine der Baufirmen besaß, die das neue Crystal Hall Auditorium in Baku bauten, auf dem 2012 der Eurovision Song Contest stattfand. Sie wurde im Dezember 2014 von der Staatsanwaltschaft festgenommen, weil sie angeblich einen Mitjournalisten zum Selbstmord aufgehetzt hatte, indem sie ihm die Möglichkeit verweigerte, zu seiner Arbeit bei Radio Free Europe zurückzukehren, obwohl sie keine Einstellungsbefugnis hatte. Der Journalist zog später seine Aussagen auf seiner Facebook-Seite zurück und versuchte, nach Moskau zu fliehen. İsmayılovas Festnahme wurde weltweit von Dutzenden von Regierungen, Medien und zivilen Organisationen kritisiert.
OCCRP startete das Khadija-Projekt, eine Untersuchung zur Berichterstattung, um die Arbeit von İsmayılova fortzusetzen. Redakteur Drew Sullivan sagte bei der Initiierung des Projekts, wenn Regierungen einen Untersuchungs-Berichterstatter verhaften, würden zwanzig an ihre Stelle treten. Sie schworen, sich die politische Elite in Aserbaidschan anzuschauen und wie sie von ihren hohen Positionen materiell profitiert haben. OCCRP führte mehr als ein Dutzend größere Untersuchungen durch, darunter einige mit Hilfe der Panama Papers. OCCRP stellte fest, dass die First Family von Aserbaidschan mehr als 140 Millionen US-$ an Luxus-Immobilien in London besitzt, einen großen Prozentsatz des Luxushotel- und Bankgeschäfts in Baku besitzen und mehr als 1 Milliarde US-$ an Bestechungsgeldern von Telekommunikationsunternehmen und anderen Anbietern erhielten.

## „Person des Jahres“
Seit 2012 vergibt OCCRP die Auszeichnung Person des Jahres, mit der Personen ausgezeichnet werden, die weltweit das meiste für die Förderung von organisierter Kriminalität und Korruption getan haben.

| Jahr | Preisträger                                                                             |  | Andere Kandidaten |
| ---- | --------------------------------------------------------------------------------------- |  | --- |
| 2012 | İlham Əliyev, Präsident von Aserbaidschan                                               |  | Naser Kelmendi, Milo Đukanović, Wladimir Putin, Miroslav Mišković, Islom Karimov, Darko Šarić                                 |
| 2013 | Das gesamte Parlament von Rumänien                                                      |  | Darko Šarić, Gulnara Karimova                                                                                                 |
| 2014 | Wladimir Wladimirowitsch Putin, Präsident der Russischen Föderation                     |  | Viktor Orbán, Milo Đukanović                                                                                                  |
| 2015 | Milo Đukanović, Premierminister von Montenegro                                          |  | First Family von Aserbeidschan, Nikola Gruevski                                                                               |
| 2016 | Nicolás Maduro, Präsident von Venezuela                                                 |  | Rodrigo Duterte, Baschar al-Assad, IS, Raúl Castro zusammen mit General Luis Alberto Rodríguez López-Callejas, Wladimir Putin |
| 2017 | Rodrigo Duterte, Präsident der Philippinen                                              |  | Jacob Zuma, Robert Mugabe |
| 2018 | Danske Bank ausgezeichnet für den Geldwäscheskandal (Siehe auch: Russischer Waschsalon) |  | Wladimir Putin, Viktor Orbán, Mohammed bin Salman, Donald Trump                                                               |
| 2019 | Joseph Muscat, Premierminister von Malta                                                |  | Donald Trump, Rudy Giuliani, Denis-Christel Sassou Nguesso                                                                    |
| 2020 | Jair Bolsonaro, Präsident von Brasilien                                                 |  | Donald Trump, Recep Tayyip Erdoğan, Ihor Kolomojskyj                                                                          |
| 2021 | Aljaksandr Lukaschenka, Machthaber von Belarus                                          |  | Aschraf Ghani, Baschar al-Assad, Recep Tayyip Erdoğan, Sebastian Kurz                                                         |
| 2022 | Jewgeni Wiktorowitsch Prigoschin, russischer Oligarch und Anführer einer Privatarmee    |  | Europäischer Gerichtshof, Daniel Ortega, Recep Tayyip Erdoğan                                                                 |
| 2023 | María Consuelo Porras, Attorney General von Guatemala                                   |  | Recep Tayyip Erdoğan, Sheikh Hasina                                                                                           |

## Kritik
2016 behauptete WikiLeaks, OCCRP werde bei Recherchen zuungunsten des Umfelds Wladimir Putins durch die US-amerikanische Entwicklungsbehörde US Agency for International Development (USAID) und die Open Society Foundations gefördert. Dem Schweizer Finanznachrichtenportal finenews.ch zufolge sei OCCRP auch vom Eidgenössischen Departement für Auswärtige Angelegenheiten über das Swiss-Romanian Cooperation Programm finanziert worden.
Anfang Dezember 2024 berichtete die französische Zeitschrift Mediapart, die amerikanischen News-Plattform Drop Site News,  die italienische Tageszeitung Il Fatto Quotidiano, die griechischen Investigativplattform Reporters United, der Norddeutsche Rundfunk (NDR) habe eine durch ihn angeleitete Recherche von John Goetz und Armin Ghassim nach Interventionen des OCCRP-Gründers Drew Sullivan eingestellt. Laut Mediapart soll die Recherche zu Ursprüngen des OCCRP nahelegen, dass das USAID und weitere US-Behörden durch Veto wesentlichen Einfluss auf die personelle Zusammensetzung des Netzwerks haben und es insgeheim durch das Bureau of International Narcotics and Law Enforcement Affairs (INL) des US State Department mitfinanziert würde. Kritisiert wird, dass deshalb Korruption in den USA wie z. B. die Steueroase Delaware nicht untersucht werden. Der NDR und dessen Programmverantwortliche Andreas Cichowicz, Adrian Feuerbacher und Juliane von Schwerin widersprachen dem Vorwurf der Zensur. Ein 26-minütiger Rohschnitt des NDR-Fernsehbeitrags wurde im Dezember 2024 im Internet geleakt.